# Makin’ Whoopee

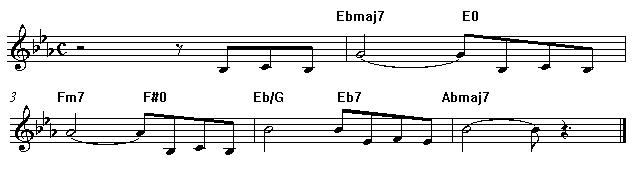
Die ersten Takte von Makin’ Whoopee

Makin’ Whoopee (etwa auf den Putz hauen) ist ein Song, der 1928 von Walter Donaldson (Musik) und Gus Kahn geschrieben wurde.
Donaldson und Kahn schrieben den Song für die Broadway-Show Whoopee!, wo er von Eddie Cantor gesungen wurde. Die von Florenz Ziegfeld junior produzierte Show erlebte 379 Aufführungen. Die Filmrechte verkaufte Ziegfeld an Samuel Goldwyn, und Eddie Cantor, dessen erster Film Whoopee! war, wurde damals zum Star.
Cantors Gesang in dem Musical wurde von Thomas S. Hischak, Autor der American Musical Theatre Song Encyclopedia, wie folgt beschrieben:
„The hypochondriac Henry Williams sings to a sextet of lovely ladies his views on marriage: what starts as nerves and lust soon turns to dreary married life and eventual infidelity, with both partners out looking for new ‘whoopee.’ The song’s euphemistic title had been coined by columnist Walter Winchell not long before, and Cantor’s wide-eyed rendition of the number brought out all the naivete and salaciousness of the expression“.

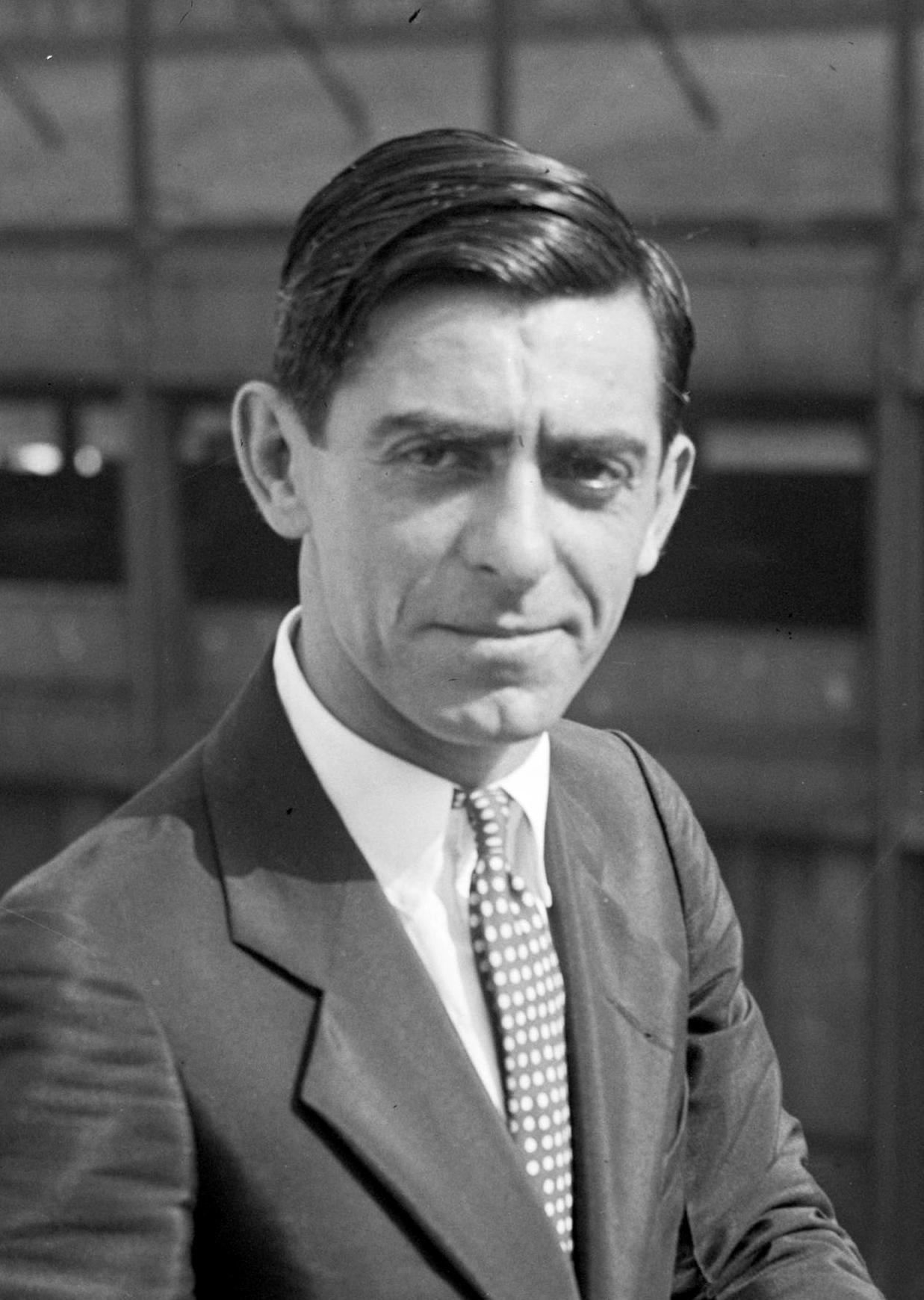
Der Erstinterpret Eddie Cantor

Makin’ Whoopee kam in den folgenden Versionen in die amerikanischen Hitparaden:
- Eddie Cantor (1929, mit dem Nat Shilkret Orchestra, #2)
- Paul Whiteman Orchestra (1929, mit Bing Crosby, Jack Fulton, Charles Gaylord and Austin Young (Gesang), #8)
- Ben Bernie and His Hotel Roosevelt Orchestra (1929, mit Scrappy Lambert (Gesang), #16)[1]

1944 erlebte der Song erneut Verwendung in dem Film Show Business, in dem Eddie Cantor die Hauptrolle spielte; ferner in dem Film In all meinen Träumen bist Du (1951) mit Danny Thomas und Doris Day, in The Eddie Cantor Story (1953), in dem Cantor selbst dem Schauspieler Keefe Brasselle die Stimme leiht. Zuletzt sang ihn Michelle Pfeiffer in Die fabelhaften Baker Boys (1989). Makin’ Whoopee, der auch der Lieblingssong von Winston Churchill gewesen sein soll, wurde u. a. mehrfach von Art Tatum, vom Count Basie Orchestra sowie von Chet Baker/Gerry Mulligan, Ella Fitzgerald, Don Senay/Charles Mingus, Buddy Collette, Roland Kirk/Jack McDuff, Frank Sinatra (Songs for Swingin’ Lovers, 1956), Oscar Peterson, Esther Phillips, Dinah Washington und Branford Marsalis (Trio Jeepy) interpretiert. Die Duo-Version von Dr. John und Rickie Lee Jones wurde 1990 mit dem Grammy ausgezeichnet. Helmut Gardens schrieb einen deutschen Songtext (Weil ich dich liebe), interpretiert 1960 von Inge Klaus und Paul Kuhn.
1981 erhoben die Donaldson Publishing Company und die Gus Kahn Publishing Company Urheberansprüche gegen Yoko Onos Song I’m Your Angel; dieser entspreche größtenteils dem Song Makin’ Whoopee. Die Recording Industry Association of America (RIAA) nahm Makin’ Whoopee in Eddie Cantors Version in ihre Liste der Songs of the Century auf.